# Vadim Khamouttskikh
Vadim Anatolievitch Khamouttskikh (en russe : Вади́м Анато́льевич Хамутцки́х) est un joueur et entraîneur soviétique puis russe de volley-ball né le 26 novembre 1969 à Acha (Oblast de Tcheliabinsk, alors en RSFS de Russie) et mort le 31 décembre 2021 à Belgorod. 

## Biographie
Vadim Khamouttskikh mesure 1,97 m et joue passeur. Il totalise 237 sélections en équipe de Russie.
Il est récipiendaire de l'Ordre de l'Amitié depuis le 2 août 2009 et de la médaille de l'Ordre du Mérite pour la Patrie depuis le 4 novembre 2005.

## Clubs
| Club                        | De        | À         |
| --------------------------- | --------- | --------- |
| Torpedo Tcheliabinsk        | 1988-1989 | 1988-1989 |
| inactif (service militaire) | 1990-1991 | 1991-1992 |
| SKA Rostov-sur-le-Don       | 1992-1993 | 1992-1993 |
| Lokomotiv Belgorod          | 1993-1994 | 1998-1999 |
| Arkas Spor Izmir            | 1999-2000 | 2000-2001 |
| Lokomotiv Belgorod          | 2001-2002 | 2005-2006 |
| Lokomotiv Belgorod          | 2008-2009 | 2008-2009 |
| Lokomotiv Belgorod          | 2011-2012 | 2012-2013 |

## Palmarès

### Club et équipe nationale
- Jeux olympiques
  - Finaliste : 2000
- Championnat du monde
  - Finaliste : 2002
- Ligue mondiale (1)
  - Vainqueur : 2002
  - Finaliste : 1998, 2000 2007
- Coupe du monde (1)
  - Vainqueur : 1999
- Championnat d'Europe
  - Finaliste : 1999, 2007
- Ligue européenne
  - Finaliste : 2004
- Ligue des champions (2)
  - Vainqueur : 2003, 2004
- Coupe de la CEV (1)
  - Vainqueur : 2009
  - Finaliste : 2002
- Championnat de Russie (7)
  - Vainqueur : 1997, 1998, 2002, 2003, 2004, 2005, 2007
  - Finaliste : 1995, 1996, 1999, 2006
- Coupe de Russie (6)
  - Vainqueur : 1995, 1996, 1997, 1998, 2003,2005

### Distinctions individuelles
- Meilleur serveur du Final Eight de la Ligue mondiale 2002
- Meilleur passeur du Final Four de la Ligue des champions 2003
- Meilleur passeur du Championnat d'Europe 2007